# 久我通前
久我 通前（こが みちさき）は、江戸時代前期の公卿。

## 経歴
元和元年（1615年）に叙爵。以降累進して、侍従・右近衛少将・左近衛中将を経て、寛永元年（1624年）後水尾天皇の中宮徳川和子の中宮権亮となるが寛永6年（1629年）の天皇の譲位にともない辞職。寛永7年（1630年）より権中納言に転じた。寛永8年（1631年）に正三位となったが、寛永12年（1635年）には薨去した。享年45。

## 系譜
- 父：久我敦通（1565-1625）
- 母：家女房
- 妻：堀秀治の娘
  - 男子：久我広通（1626-1674）
- 生母不明の子女
  - 男子：久我堯通（1608-1642）
  - 女子：千種有能正室